# 紡錘鉤杜父魚
紡錘鉤杜父魚，為輻鰭魚綱鮋形目杜父魚亞目杜父魚科的其中一種。分布於西北太平洋區的日本海，屬底棲性魚類，棲息在沙泥底質海域，深度在水深120至300公尺，背鰭硬棘7至8枚；背鰭軟條12至14枚；臀鰭硬棘0枚；臀鰭軟條10至12枚，體長可達6公分，生活習性不明。

## 擴展閱讀
維基物種上的相關：紡錘鉤杜父魚